# Mehdi Nebbou
Pour les articles homonymes, voir Nebbou.
Mehdi Nebbou est un acteur français, né le 10 janvier 1971 à Bayonne (Pyrénées-Atlantiques). Il est également réalisateur et monteur.
Formé à l'école de cinéma de Berlin, il y étudie la réalisation de 1995 à 2000 et obtient un diplôme de réalisateur. Après quatre courts métrages et un film documentaire à son actif, sa collaboration avec l'un des étudiants de l'école de cinéma, le réalisateur Fílippos Tsítos fait de lui un jeune acteur, tout d'abord dans des films allemands tels que My Sweet Home de Filipos Tsitos et L'Eau qui dort de Benjamin Heisenberg en 2005. Remarqué par Hollywood et polyglotte, il se voit proposer des rôles dans de grosses productions américaines : Munich de Steven Spielberg, Mensonges d’État de Ridley Scott, la saison 5 de Homeland. En France, il est autant présent dans des drames, Les Liens du sang de Jacques Maillot ou Secret défense de Philippe Haïm, que dans des comédies, Mince alors ! de Charlotte de Turckheim ou Joséphine d'Agnès Obadia.

## Biographie

### Enfance et formation
Mehdi Nebbou naît le 10 janvier 1971 à Bayonne, dans les Pyrénées-Atlantiques. Son père est d'origine algérienne et sa mère, d’origine allemande. Il est le frère cadet du réalisateur Safy Nebbou. Il passe son enfance à Bayonne. À l'âge de neuf ans, il part vivre avec son père près de Lyon. Balloté d'internat en internat, régulièrement renvoyé, il arrête les études au niveau du brevet[réf. nécessaire].
En août 1989, il s'installe à Berlin. Il travaille comme serveur et barman dans des cafés et clubs.
En 1992, il quitte l'Allemagne et s'installe en Italie où il est animateur de village-vacances en Toscane et monte des spectacles de théâtre avec des enfants. Ensuite, tout en habitant dans un camping-car, il suit une formation en apprentissage de menuisier pendant deux ans à Merate, entre Milan et le lac de Côme. 
En 1994, il rentre à Berlin, toujours dans son camping-car. Il se présente à l'examen d'entrée de l'Académie allemande du film et de la télévision de Berlin. Il est reçu, étudie la réalisation pendant cinq ans, et obtient le diplôme de réalisateur. 
En 1999, en aidant un étudiant de son école, Fílippos Tsítos, à réaliser le casting de son long métrage, il passe des essais pour l'un des rôles principaux et débute en tant qu’acteur, en 2001, dans My Sweet Home (présenté en compétition à la Berlinale 2001).

### Carrière
Mehdi Nebbou travaille dans le cinéma pendant trois ans, à des postes de technicien de plateau. Il est monteur de nombreux films documentaires, dont Das Wunder von Kaufbeuren de Christine Kugler et Gerald Maas. Il est également premier assistant réalisateur sur le film Endstation Tanke de Nathalie Steinbart, et régisseur sur une dizaine de longs métrages, dont J'ai tué Clémence Acéra de Jean-Luc Gaget.
En 2004, le réalisateur Samir Nasr lui offre son premier rôle principal dans Présumé coupable, film sorti en 2005 qui obtient un Golden Gate Awards au Festival international du film de San Francisco. La même année, il tient le premier rôle de L'Eau qui dort de Benjamin Heisenberg, film allemand encensé par la critique et présenté au Festival de Cannes 2005 dans la sélection « Un certain regard ».
Sa carrière en Allemagne prend un élan considérable et, aidé par ses compétences polyglottes (il parle couramment français, anglais, allemand, italien et l'arabe algérien), il voit les portes du cinéma international s'ouvrir. Steven Spielberg lui propose le rôle d'Ali Hassan Salameh (considéré comme le cerveau du Septembre noir) dans son film Munich (2005), suivi par Hal Hartley qui le fait jouer aux côtés de Jeff Goldblum dans Fay Grim (2006). En 2007, il reçoit le prix First Steps (de) du meilleur espoir masculin pour son rôle dans le film Teresas Zimmer de Constanze Knoche.
En 2006, il obtient son premier rôle dans un film français, celui du gangster Hicham dans Truands de Frédéric Schoendoerffer, aux côtés de Béatrice Dalle, Benoît Magimel et Philippe Caubère. L'année suivante, en 2007, il enchaîne les tournages de films français : José Lazaga dans Les Liens du sang de Jacques Maillot avec Guillaume Canet et François Cluzet, un arnaqueur dans Ca$h d'Éric Besnard avec Jean Reno et Jean Dujardin, et un agent de la DGSE dans Secret défense de Philippe Haïm aux côtés de Gérard Lanvin et Simon Abkarian. En parallèle, il continue sa carrière à Hollywood et partage l’affiche avec Leonardo DiCaprio et Russell Crowe dans le film Mensonges d’État de Ridley Scott en 2008.
En 2008, il fait ses premiers pas à la télévision dans la deuxième saison d'Engrenages.
En 2010 sort le thriller Magma de Pierre Vinour, dans lequel il joue un homme souffrant de dédoublement de la personnalité aux côtés de Natacha Régnier, Arly Jover et Aurélien Recoing. En 2011, il joue dans un film italien Come trovare nel modo giusto l'uomo sbagliato (it) de Salvatore Allocca et Daniela Cursi Masella. Puis on le voit, en 2012, jouer le rôle principal masculin dans un film indien, English Vinglish, premier film de Gauri Shinde qui permet à l'immense star Sridevi, considérée comme la "Meryl Streep" indienne, de faire son retour sur les écrans après quatorze ans d'absence.
En 2012, il fait alors ses premiers pas dans la comédie grâce à Charlotte de Turckheim dans Mince alors ! Il joue aux côtés de Sandrine Kiberlain, d'Emmanuelle Devos et d'Emmanuelle Bercot dans Rue Mandar d'Idit Cebula, puis aux côtés de Virginie Efira et Alice Taglioni dans Cookie de Léa Fazer et aux côtés de Marilou Berry dans Joséphine d'Agnès Obadia en 2013.
En 2014, il joue dans le film Wir Monster de Sebastian Ko qui est en sélection au festival de Toronto en 2015. Il est aussi le rôle principal d'une comédie relatant les péripéties de trois losers en Irlande dans Happy Hour de Franz Müller.
En 2015, il joue un journaliste qui enquête en Roumanie sur la prostitution des mineurs dans le film d'Adrian Sitaru The Fixer et il reprend le rôle de Cyclone dans la série de Le Bureau des légendes créée par Éric Rochant sur Canal+.
En novembre 2015, le téléfilm Les Heures souterraines de Philippe Harel est diffusé sur Arte, une adaptation du roman homonyme de Delphine de Vigan, qui obtient le Pyrénées d'Or du meilleur téléfilm, au Festival de Luchon 2015. Mehdi Nebbou y interprète le personnage principal masculin. Selon la critique du téléfilm de Télérama, « Mehdi Nebbou est, comme toujours, d'une grande justesse et d'une grande douceur dans la peau d'un médecin humain, trop humain. »
En 2016, il reprend le rôle principal masculin dans la première réalisation de Marilou Berry, Joséphine s'arrondit, et joue un des rôles récurrents dans la cinquième saison de Homeland, diffusée pendant l'automne 2015.
En 2018, il rejoint la distribution de la série Baby, diffusée sur Netflix, incarnant l'ambassadeur, le père de Damiano.
Depuis 2021, il interprète le rôle d'un policier psychorigide dans la série HPI qui fait des records d'audience.

### Vie privée
En 1995, il rencontre la photographe Nouma Bordj lors d'un voyage au Maroc, avec qui il a une fille en 2008.  Djélia. Ils se séparent en 2012. 
Le succès du film English Vinglish (2012) le hisse au rang de star en Inde. Le magazine indien Time le nomme à cette occasion « The French lover of the year ».

## Filmographie

### Acteur

#### Longs métrages
- 2001 : My Sweet Home de Fílippos Tsítos : Hakim
- 2005 : L'Eau qui dort de Benjamin Heisenberg : Farid Atabay
- 2005 : Munich de Steven Spielberg : Ali Hassan Salameh
- 2006 : Running on Empty (en) (Der Lebensversicherer) de Bülent Akinci (en) : Rachid
- 2006 : Fay Grim d'Hal Hartley : Clerc islamique
- 2007 : Truands de Frédéric Schoendoerffer : Hicham
- 2008 : Les Liens du sang de Jacques Maillot : José Lazaga
- 2008 : Ca$h d'Éric Besnard : Vincent
- 2008 : Berlin Calling de Hannes Stöhr : Jamal the Junk
- 2008 : Mensonges d'État (Body of Lies) de Ridley Scott : Nizar
- 2008 : Schattenwelt de Connie Walther (de) : Talat
- 2008 : Secret défense de Philippe Haïm : Ahmed
- 2010 : Magma de Pierre Vinour : Paul Neville
- 2010 : Zeiten ändern dich d'Uli Edel
- 2010 : 600 kilos d'or pur d'Éric Besnard : Norris
- 2010 : Les Jours à venir de Lars Kraume : Vincent
- 2011 : Switch de Frédéric Schoendoerffer : Stéphane Defer
- 2011 : Come trovare nel modo giusto l'uomo sbagliato (it) de Salvatore Allocca et Daniela Cursi Masella : Bruno
- 2011 :  Forces spéciales de Stéphane Rybojad : Amen
- 2012 : Mince alors ! de Charlotte de Turckheim : Dr Hachemi
- 2012 : Die feinen Unterschiede de Sylvie Michel : Herr Thalberg
- 2012 : Die Besucher de Constanze Knoche : Studienberater
- 2012 : English Vinglish de Gauri Shinde : Laurent
- 2013 : Rue Mandar d'Idit Cebula : Simon
- 2013 : Cookie de Léa Fazer : Mathieu
- 2013 : 11.6 de Philippe Godeau : Officier de police Monaco
- 2013 : Joséphine d'Agnès Obadia : Gilles
- 2013 : Sein letztes Rennen (de) de Kilian Riedhof : Gerome
- 2014 : Hasta mañana de Sébastien Maggiani et Olivier Vidal : David
- 2015 : Monstres ordinaires (Wir Monster)) de Sebastian Ko : Paul
- 2015 : Happy Hour de Franz Müller (réalisateur) (en) : Nic
- 2016 : Fixeur d'Adrian Sitaru : Axel
- 2016 : Joséphine s'arrondit de Marilou Berry : Gilles
- 2018 : Duelles d'Olivier Masset-Depasse : Simon Brunelle
- 2021 : House of Gucci de Ridley Scott : Saïd
- 2021 : Rose d'Aurélie Saada : Nicolas
- 2023 : Pas un mot de Hanna Slak

#### Courts métrages
- 2007 : Faits divers de Bill Barluet : Daniel
- 2010 : By Night de Juan Diaz B. : Martin

#### Téléfilms
- 2005 : Présumé Coupable (Folgeschäden) de Samir Nasr : Tariq Slimani
- 2006 : Verschleppt - Kein Weg zurück de Hansjörg Thurn : Tarik Al-Samirai
- 2006 : Teresas Zimmer de Constanze Knoche : Bilal
- 2009 : Le Choix de Myriam de Malik Chibane : Kader
- 2009 : Douce France de Stéphane Giusti : Abdel Chaouche
- 2011 : Le Train de 8h28 de Christian Alvart : Alexander Frey
- 2012 : L'Enfant Terrible (Zappelphilipp) de Connie Walther : Sebastian Sander
- 2013 : Mon mari, un assassin de Lancelot von Naso : Arie von Doorn
- 2014 : Vogue la vie ! de Claire de la Rochefoucauld : Didier
- 2015 : Les Heures souterraines de Philippe Harel : Thibault

#### Séries télévisées
- 2007 : Tatort : Ali (épisode 664 : Der Finger)
- 2007 : GSG9 : Missions Spéciales : Ishan Hamsa (saison 1 épisode 1 : Frères d'armes)
- 2008 : Engrenages : Mustapha Larbi (épisodes 2.05-08)
- 2010 : Tatort : Hassan Adub (épisode 774 : Die Heilige)
- 2015 : Les Témoins : Éric
- 2015 : Couples : un patient (saison 1, épisode 1 : Fall 1)
- 2015 : Le Bureau des légendes : Cyclone
- 2015 : Hard : Rémi Capelle
- 2015 : Homeland : Hussein (3 épisodes)
- 2017 : Occupied : Jérôme Cohen, le compagnon d'Astrid Berg (saison 2)
- 2018 : Baby : Khalid, le père de Damiano
- 2018 : Deutschland 86 : Jean-Luc
- 2020 : Le Dernier Mot : Konstantin Nowak
- Depuis 2021 : HPI : Adam Karadec
- 2022 : Tout va bien (mini-série)

### Monteur
- 2001 :  Bertzea de Safy Nebbou (court métrage)
- 2003 : Das Wunder von Kaufbeuren de Christine Kugler et Gerald Maas

### Assistant réalisateur
- 1998 : Berlin is in Germany de Hannes Stöhr (court métrage)
- 2001 : Endstation Tanke (The Middle of Nowhere) de Nathalie Steinhart

## Distinctions

### Récompenses
- First Steps Awards 2007 (de) : meilleur espoir masculin pour Teresas Zimmer
- Festival des créations télévisuelles de Luchon 2009 : prix de la révélation pour Le Choix de Myriam
- Festival de la fiction TV de La Rochelle 2009 : meilleure interprétation masculine pour Douce France[11]